# محمد العريبي المحمداوي
الشيخ محمد العريبي العزاوي كان أحد شيوخ عشيرة البو محمد العزاوية في لواء العمارة في العراق، ولد سنة 1895 وتوفي في بغداد في 26 آذار 1971.
اسمه محمد بن عريبي باشا بن وادي بن منشد الخليفة، خلف أباه في زعامة القبيلة بعد وفاته سنة 1917.
انتخب نائبا عن لواء العمارة في المجلس التأسيسي العراقي، ثم شغل عضوية مجلس النواب العراقي ست مرات ما بين عامي 1930 و 1946. ثم عين عضوا في مجلس الأعيان بين عامي 1946 و 1954 فأعيد انتخابه نائبا سنة 1954.
اعتقل بعد قيام ثورة 14 تموز 1958 ثم أفرج عنه لاحقا.